# Argiolestes connectens
Argiolestes connectens е вид водно конче от семейство Megapodagrionidae.

## Разпространение
Видът е разпространен в Индонезия.